# Safety (football americano)
Il safety (o safety touch) nel football americano e canadese indica un'azione di gioco in cui una squadra in possesso di palla non riesce a farla uscire dalla propria end zone senza però comunque perderne il possesso.
L'azione dà 2 punti alla squadra in difesa  ed è l'unico modo di realizzare dei punti per una squadra senza il possesso di palla.
Il safety non va confuso con il touchback che è un'azione in tutto simile, ma che differisce per il fatto che inizia col possesso di palla da parte della squadra avversaria di quella a cui appartiene l'end zone.

## Tipi di safety
Esistono vari modi per mettere a segno un safety:
- Placcare un giocatore avversario in possesso di palla nella sua end zone.
- Costringere un giocatore avversario in possesso di palla ad uscire dal campo nella sua end zone.
- Costringere un giocatore avversario in possesso di palla a farla uscire dal campo nella sua end zone.
- Bloccare un punt o un kickoff della squadra avversaria, facendo uscire il pallone dalla sua end zone.
- Indurre la squadra avversaria in possesso di palla a subire una penalità nella sua end zone.
- Indurre il giocatore avversario in possesso di palla ad inginocchiarsi volontariamente nella sua end zone (safety intenzionale).

## Free kick
Dopo il safety, il gioco riprende con il cosiddetto free kick un calcio libero da parte della squadra che ha subito i 2 punti dalle proprie 20 iarde (25 nel caso del football canadese). Il free kick può essere effettuato come un normale punt o molto più raramente come un drop. La tecnica del kickoff viene usata solo nel football universitario.

## Safety intenzionale
In rari casi una squadra può decidere intenzionalmente di concedere un safety quando la situazione tattica della partita lo consenta; quando ad esempio, a pochi minuti dalla fine, una squadra si trovi in vantaggio di almeno 3 punti e si trovi ad affrontare un quarto tentativo molto vicino alla propria linea di touchdown. In questo caso un punt eseguito dall'interno della propria end zone sarebbe comunque molto rischioso e darebbe in ogni caso una buona posizione di partenza al drive della squadra avversaria. Per questo motivo può essere preferibile concedere 2 punti (rimanendo comunque in vantaggio), ma poter effettuare il free kick molto più avanti cercando di difendere il vantaggio nel poco tempo rimanente. Un esempio di safety intenzionale si è verificato nel Super Bowl XLVII dove il punter dei Baltimore Ravens Sam Koch con 12 secondi rimanenti nell'ultimo quarto e la propria squadra in vantaggio di 5 punti è uscito dal campo dalla propria end zone invece di calciare il punt, riuscendo a consumare 8 secondi ed impedendo così ai San Francisco 49ers di effettuare un'ultima azione d'attacco.
Un'altra situazione nella quale può essere intenzionalmente concesso un safety si è verificata nella partita Denver Broncos - New England Patriots del 3 novembre 2003: i Patriots, essendo indietro di un punto a circa tre minuti dalla fine, concedettero volontariamente un safety per potersi riportare in attacco. La partita fu poi vinta dai Patrios con un touchdown a 30 secondi dal termine.
Più frequentemente il safety intenzionale trae origine da un fumble ricoperto in end zone dalla squadra in attacco per evitare di subire un touchdown.

## Safety su extra point
Può accadere che su un tentativo di extra point bloccato, un giocatore della squadra che ha bloccato il calcio provi a ritornare la palla fino alla end zone avversaria per un touch down e venga respinto nella propria end zone causando così un safety. In questo caso il safety vale un solo punto.